# بروبيلين غليكول
بروبيلين غليكول أو بروبيلين جليكول (بالإنجليزية: Propylene glycol)‏ ويُسمى أيضاً بروبان-1،2-ديول (بالإنجليزية: propane-1,2-diol)‏، هوَ مركب عضوي اصطناعي، صيغته الكيميائية C3H8O2، وهو سائل لزج عديم اللون وعديم الرائحة تقريباً ذو طعم حُلو طَفيف. يُصنف كيميائياً على أنهُ ديول (أي يحتوي على مجموعتي هيدروكسيل)، كما أنهُ قابل للامتزاج معَ مجموعة واسعة من المُذيبات مِثل الماء وَالأسيتون وَالكلوروفورم.
يتم إنتاجه بشكل واسع ويُستخدم بشكل أساسي في إنتاج المبلمرات، ويُستخدم أيضاً في الصناعات الغذائية كرقم إي (E1520).
يُسمى في بعض الأحيان ألفا-بروبيلين غليكول وذلك بغرض تمييزه عن الأيزومر 1،3-بروبانديول (بيتا-بروبيلين غليكول).

## الهيكل والخصائص
بروبيلين غليكول هوَ سائِل استرطابي شَفاف عديم اللون، يحتوي على ذرة كربون غير متماثلة؛ لِذلك يتواجد على شكلين مصاوغ مرآتي. المُنتج التجاري يُكون على شكل مزيج راسيمي.
تنخفض نُقطة تجمد الماء عند مزجه مع بروبيلين غليكول؛ وذلك نتيجةً لتأثير ذوبان المُذاب في المُذيب (انخفاض نقطة التجميد)، وبشكلٍ عام الغليكول غير قابل للتآكل، وهو مُنخفض التطاير وَمُنخفض السُمية، وبالرغم من ذلك فإنَّ إيثيلين غليكول شديد السُمية للإنسان وسم قاتل للعديد من الحيوانات.

## التصنيع
يتم تصنيع بروبيلين الغليكول مِن أكسيد البروبيلين، وفي عام 1990 كانت السَعة العالمية لَه 900 ألف طن لكل سِنة.

## روابط خارجية
- موقع بروبيلين غليكول.
- صفحة ويب بوك لِـC3H8O2.
- بروبيلين غليكول-معلومات مركب كيميائي: الخصائص، الإنتاج، التطبيقات.
- كيمكسب أونلاين: بروبيلين غليكول.